# Karl Helffenstein
Karl Alexander Helffenstein (* 26. Januar 1890 in Mannheim; † 25. Juli 1958 in Mannheim) war ein deutscher Politiker (DDP) und Widerstandskämpfer gegen den Nationalsozialismus. Er war seit 1923 Mitglied der DDP, seit 1926 Mitglied im Bürgerausschuss der Stadt Mannheim und Vorsitzender des Reichsbanners Schwarz-Rot-Gold im Gau Baden.

## Leben und Beruf
Karl Helffenstein wurde am 26. Januar 1890 in Mannheim als Sohn eines Kaufmanns geboren. Helffenstein schloss die großherzogliche Oberrealschule in Mannheim mit dem Abitur ab und studierte 1908 zunächst Rechtswissenschaften. Später studierte er Zahnmedizin an den Universitäten Heidelberg, München, Straßburg und Freiburg im Breisgau. 1915 zog er in den Kriegsdienst im Ersten Weltkrieg und promovierte 1922 an der Universität Heidelberg und ließ sich in Mannheim-Neckarau als selbstständiger Zahnarzt nieder. Nach 1933 wurde er mehrfach inhaftiert. 1939 Im Zweiten Weltkrieg wurde Helffenstein erneut zum Kriegsdienst eingezogen und geriet in Kriegsgefangenschaft.

## Politik
Helffenstein wurde 1923 Mitglied der DDP. Von 1926 bis 1933 war er Vorsitzender des Reichsbanners Schwarz-Rot-Gold in Baden. 1946 schloss er sich der DVP an, einer Vorläuferin der baden-württembergischen FDP. Im gleichen Jahr war er Mitglied der Verfassunggebenden Landesversammlung Württemberg-Baden und dann von 1949 bis 1952 als Nachfolger von Robert Margulies, Abgeordneter des Landtages von Württemberg-Baden. Darüber hinaus gehörte Helffenstein von 1948 bis 1951 dem Mannheimer Gemeinderat an.

## Widerstandshandeln
Durch seine politische Arbeit in der DDP und beim Reichsbanner wurde Helffenstein mit der Machtergreifung zum Regimegegner und im Mai 1933 gemeinsam mit weiteren führenden Demokraten und Kommunalpolitikern verhaftet. Aus dieser so genannten „Schutzhaft“ wurde er jedoch wieder entlassen.
Im April 1934 wurde Helffenstein aus politischen Gründen vorübergehend aus seiner Stelle als Schulzahnarzt entlassen, 1935 schied er endgültig aus dem Staatsdienst aus.